# Вильбранд, Юлиус
Юлиус Вильбранд (нем. Julius Bernhard Friedrich Adolph Wilbrand; 22 августа 1839, Гиссен — 22 июня 1906) — немецкий химик.
Вильбранд был сыном врача Йозефа Вильбранда (1811—1893) и Альбертины Кнапп (1817—1892). Он работал в университете Гёттингена вместе с Фридрихом Байльштайном и впервые описал в 1863 году изолирование симметрического тринитротолуола (TNT).